# Волынево (Ивановская область)
Волынево — деревня в Вичугском районе Ивановской области. Входит в состав Сошниковского сельского поселения.

## География
Находится в северо-восточной части Ивановской области на расстоянии приблизительно 13 км на юг-юго-восток по прямой от районного центра города Вичуга.

## История
В 1872 году здесь (тогда Юрьевецкий уезд Костромской губернии) было учтено 18 дворов, в 1907 году — 27.

## Население
Постоянное население составляло 118 человек (1872 год), 113 (1897), 123 (1907), 28 в 2002 году (русские 100 %), 24 в 2010.